# Sophie Lund Rasmussen
 Ikke at forveksle med Sofie Rasmussen.
Sophie Lund Rasmussen (født 1985 på Rigshospitalet), også kendt som Doktor Pindsvin, er en dansk zoolog og forsker. Hun er blevet beskrevet som Danmarks eneste pindsvineforsker. Hun er tilknyttet University of Oxford og Aalborg Universitet som forsker. Hun leder Det Danske Pindsvineprojekt.
På University of Oxford er hun Carlsberg Junior Research Fellow på Linacre College og forsker hos Wildlife Conservation Research Unit (WildCRU). På Aalborg Universitet er hun gæsteforsker på Institut for Kemi og Biovidenskab, Det Ingeniør- og Naturvidenskabelige Fakultet. Sophie er også medlem af IUCN SCC Small Mammals Specialist Group.
Sophie Lund Rasmussens forskning i pindsvin spænder bredt. Ved at have undersøgt 697 døde pindsvin og tælle årringe i deres kæbeknogler fandt hun verdens ældste pindsvin. Det var en han på 16 år, der blev kaldt Thorvald og blev fundet skambidt af en hund. Hun forsker også i robotplæneklipperes effekt på pindsvin og ønsker med sin forskning at udvikle pindsvinevenlige robotplæneklippere og lave en pindsvine-sikkerhedstest, som nye modeller af robotplæneklippere skal bestå for at blive godkendt til salg på det europæiske marked.

## Uddannelse
Sophie Lund Rasmussen blev færdig på Odense Katedralskole i 2003. Fra 2004-2006 læste hun nærorientalsk arkæologi ved Københavns Universitet. I 2010 færdiggjorde hun en bachelor i biologi ved Københavns Universitet og i 2013 en kandidatgrad.
Hun startede sit arbejde med pindsvin i 2011, mens hun studerede til biolog, da hun var frivillig på Dyrenes Beskyttelses vildplejestation i Roskilde, hvor hun plejede syge, tilskadekomne og forældreløse pindsvin. Det blev inspirationen til at skrive speciale i biologi om pindsvin. 
I 2019 blev hun ph.d. fra Syddansk Universitet. I 2020 var hun en af de fem finalister i Ph.d. Cup. Derefter var hun postdoc ved Aalborg Universitet 2020-2021. Siden 2021 har hun været Carlsberg Junior Research Fellow ved University of Oxford.
Sophie Lund Rasmussen startede i 2023 i samarbejde med WWF Danmark bevaringskampagnen Danmarks Pindsvin. Kampagnen omfatter blandt andet en årlig, landsdækkende pindsvinetælling, der blev afholdt første gang lørdag den 12. august 2023. Fremover vil optællingen foregå anden lørdag i august hvert år.

## Formidling
Sophie Lund Rasmussen formidler sin forskning i medierne, samt på facebooksiden Pindsvineforskning og YouTube-kanalen Dr Hedgehog. På grund af sin pindsvineforskning har hun fået tilnavnet Doktor Pindsvin.